# Lilla torget, Linköping

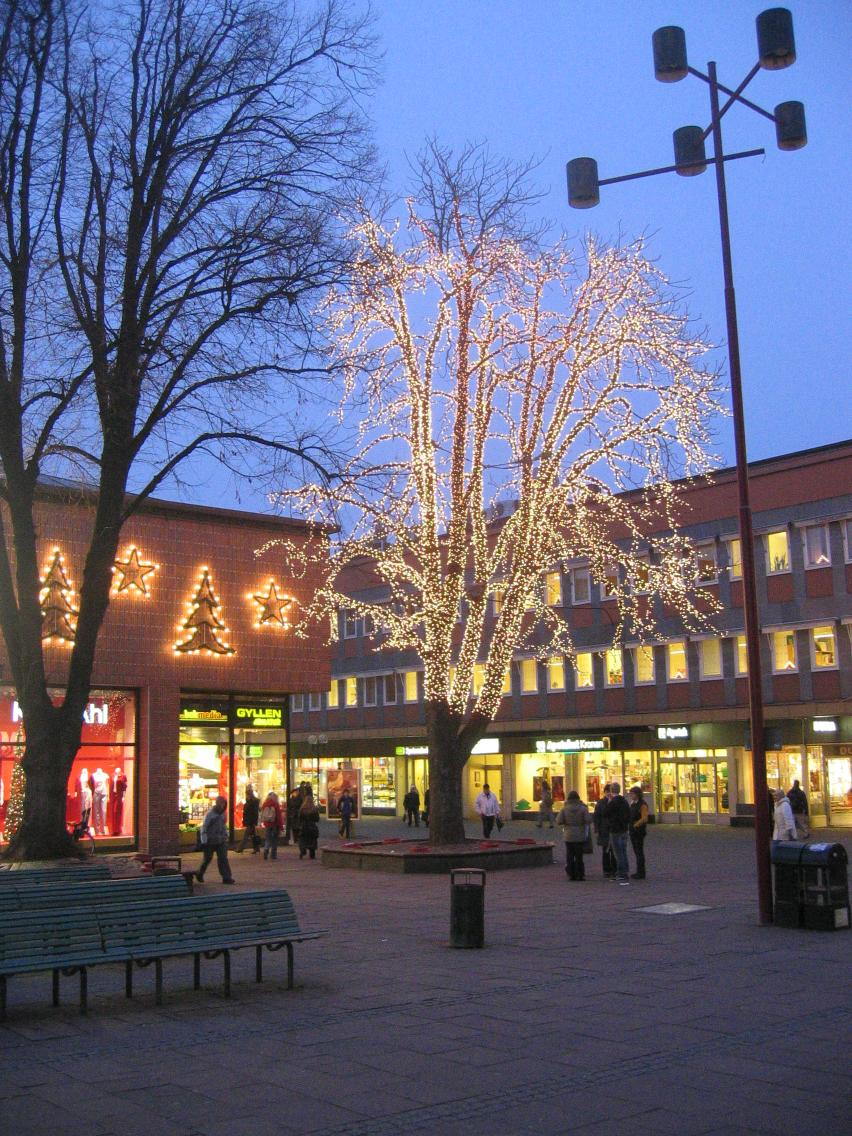
Lilla torget i december 2004.

Lilla torget, i folkmun oftast kallat Gyllentorget (efter ett kafé och ett tidigare varuhus, båda med namnet Gyllen, vid torget), är ett torg i Linköpings innerstad, där Nygatan korsar Repslagaregatan. Många butiker och två gallerior har entréer mot torget.
Förr hade man varje år julmarknad på där Lottakåren sålde hemgjord julkorv och annat. Torget är ofta en plats för valkampanjer, annan politisk propaganda och musikuppträdanden.